# Yeongnam Air
 (août 2019).
Yeongnam Air (coréen : 영남에어) était une petite compagnie aérienne régionale sud-coréenne créée le 25 juillet 2008. Elle était principalement basée sur les aéroports internationaux de Gimhae et de Daegu. Il a volé à l'aéroport international de Jeju et à l'aéroport de Gimpo avec un seul avion.
Yeongnam Air a cessé tous ses vols en décembre 2008 et a officiellement fermé ses portes en 2009.

## Flotte
- 1 Fokker 100

## Sources
- (en) Cet article est partiellement ou en totalité issu de l’article de Wikipédia en anglais intitulé « Yeongnam Air » (voir la liste des auteurs).